# Ulisse Dini
Ulisse Dini, född 14 november 1845 i Pisa, Italien, död 28 oktober 1918 i Pisa, var en italiensk matematiker, som blev professor i högre analys i Pisa 1870. Han gav ut en betydelsefull lärobok om funktioner av en reell variabel (Fondamenti per la teorica delle funzioni di variabili reali, 1878) samt publicerade dessutom viktiga arbeten rörande funktioners utveckling i serier.

## Biografi

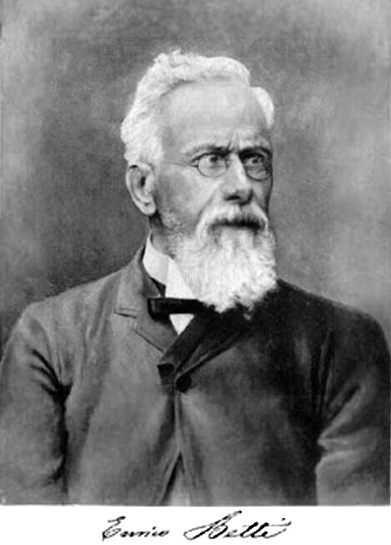
Enrico Betti, lärare och akademisk handledare för Ulisse Dini

Dini studerade till lärare vid Scuola Normale Superiore där en av hans professorer var Enrico Betti. År 1865 gjorde ett stipendium det möjligt för honom att åka till Paris, där han studerade under Charles Hermite såväl som Joseph Bertrand och publicerade flera artiklar. År 1866 började han arbeta vid universitetet i Pisa, där han undervisade algebra och geodesi. År 1871 efterträdde han Betti som professor för analys och geometri. Från 1888 till 1890 var Dini rettore  för Pisa universitet och för Scuolaen Normale Superior  från 1908 till sin död 1918.
Dini var också aktiv som politiker. År 1871 röstades han in i Pisas stadsfullmäktige och 1880 blev han ledamot av det italienska parlamentet.

## Vetenskapligt arbete

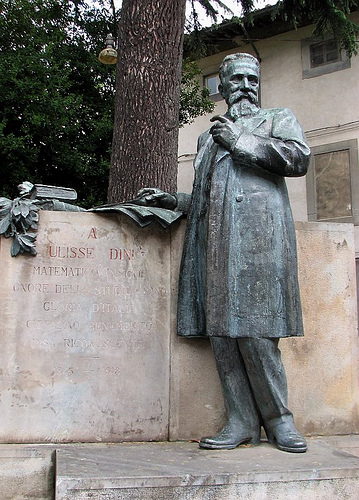
Monument över Ulisse Dini i Pisa

### Forskning
Dini arbetade inom matematisk analys under en tid då den började baseras på rigorösa grunder. Förutom sina böcker skrev han ett sextiotal artiklar.
Han bevisade Dini-kriteriet för konvergensen av Fourierserien och undersökte den potentiella teorin och differentialgeometrin hos ytor, baserat på arbete av Eugenio Beltrami.
Hans arbete med teorin om reella funktioner var också viktigt i utvecklingen av begreppet mått på en mängd.

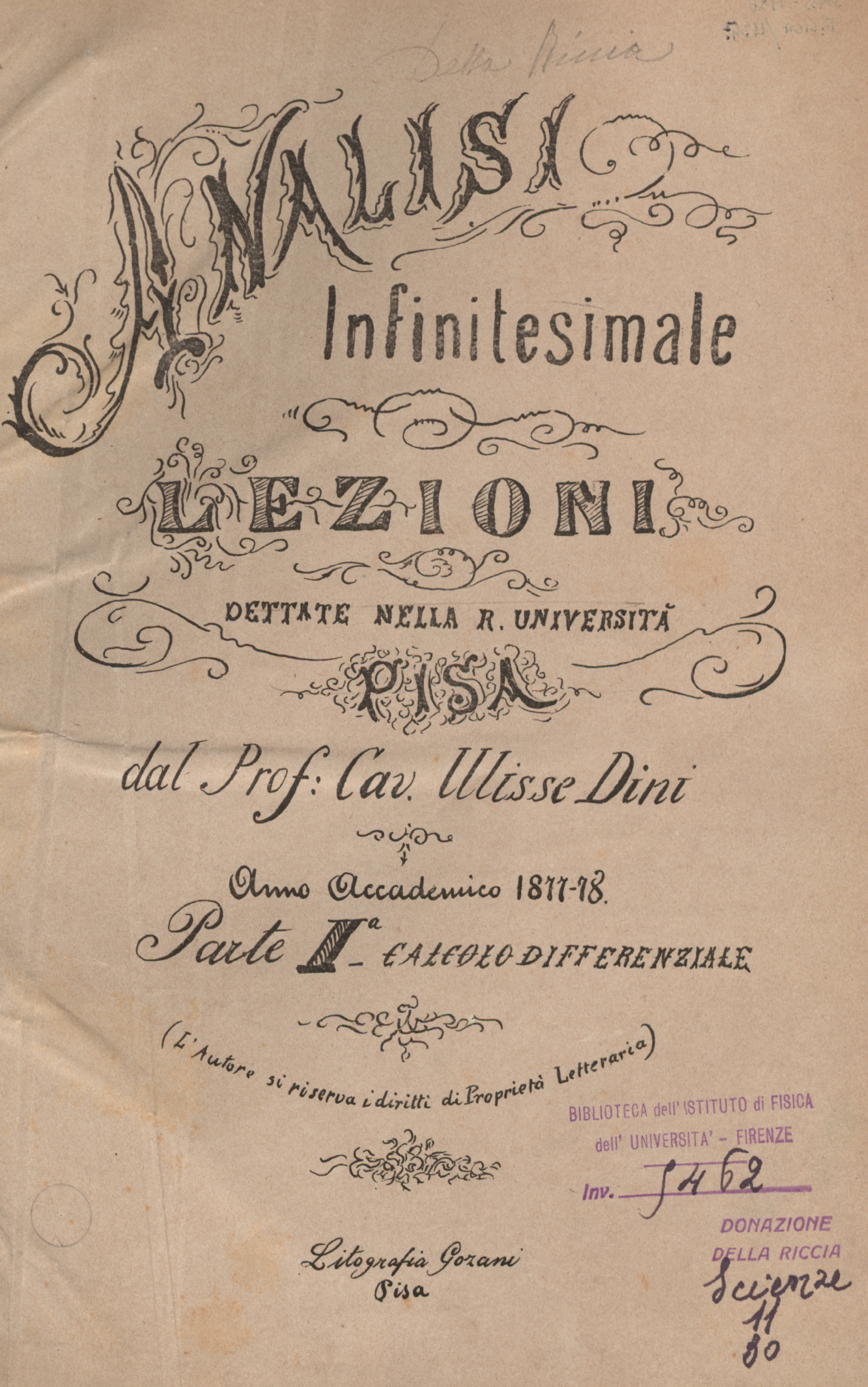
Lezioni di analisi infinitesimale, 1878

Den implicita funktionssatsen är känd i Italien som Dinis sats.

### Undervisning
En av Dinis elever var Luigi Bianchi.